# Prestiž (2006.)
Prestiž (engl. The Prestige), povijesni film Christophera Nolana iz 2006. snimljen prema istoimenom romanu Christophera Priesta iz 1995. Priča prati Roberta Angiera i Alfreda Bordena, protivničke iluzioniste u Londonu na prijelazu iz 19. u 20. stoljeće. Opsesivni osmišljavanjem najboljeg trika upuštaju se u nemilosrdno rivalstvo s tragičnim posljedicama.
U filmu nastupaju Christian Bale kao Alfred Borden, Hugh Jackman kao Robert Angier i David Bowie kao Nikola Tesla. Osim njih, u filmu se pojavljuju i Michael Caine, Scarlett Johansson, Andy Serkis i Rebecca Hall. Film je okupio Nolana sa starim znancima, glumcima Baleom i Caineom iz filma Batman: Početak, snimateljem Wallyjem Pfisterom, scenografom Nathanom Crowleyjem i skladateljem Davidom Julyanom.
Pristeov epistolarni roman za film su adaptirali Christopher i Jonathan Nolan koristeći nelinearnu pripovjedačku strukturu. Teme dvojnosti, opsesije, žrtve i tajnosti prožimaju sukob. Film je objavljen 20. listopada 2006. te je polučio vrlo dobre kritike i komercijalni uspjeh. Nominiran je za Oscar za najbolju fotografiju i najbolju scenografiju. Zajedno s Iluzionistom i Scoopom, Prestiž je bio jedan od tri filma iz 2006. koji su prodrijeli u svijet kazališnih mađioničara.

## Radnja
Film je podijeljen na tri priče od kojih svaka predstavlja "tri čina magičarskog trika". Prvi je "Zavjet", gdje mađioničar pokazuje publici nešto što se čini obično, ali vjerojatno nije čime navodi publiku na krivi zaključak. Drugi čin je "Preokret" gdje mađioničar ono obično učini neobičnim. Konačno, treći čin se zove "Prestiž" u kojem se vidi efekt iluzije.
Alfred Borden i Robert Angier su dvojica pomoćnika magičara Miltona za kojeg radi i inženjer Cutter. Angierova žena se utapa dok je izvodila točku izlaska iz vodenog spremnika, a Angier posumnja da joj je Borden svezao ruke novim čvorom kakav mu je ona prije predložila - no taj čvor je kompliciraniji od onog na kojeg je bila navikla. Na sprovodu, Borden razbjesni Angiera rekavši kako ne zna kakav je čvor svezao.
Dvojica muškaraca počinju vlastite karijere kao mađioničari; Borden postaje "Profesor" i unajmi pomoćnika zvanog Fallon, dok Angier nastupa kao "Veliki Danton" s Cutterom i pomoćnicom Olivijom. Tijekom manje točke, Borden upoznaje Sarah; njih se dvoje vjenčaju i dobivaju kćer. Sarah se osjeća neugodno zbog Bordena i njegove promjenjive naravi; počne tvrditi da zna kad je on voli, a kad ne. Tijekom Bordenova trika hvatanja metka, prerušeni Angiers ponovno zatraži da mu Borden kaže koji je čvor svezao. Borden i Fallon ubrzo shvaćaju kako će Angier upucati Bordena nabijenim pištoljem. Fallon se u zadnji trenutak umiješa i metak Bordenu odnese dva prsta. Prerušeni Borden kasnije sabotira Angierovu izvedbu nestale krletke čime oštećuje Angierovu reputaciju.
Borden ubrzo zadivljuje publiku "Premještenim čovjekom" u kojoj baca lopticu preko pozornice prije nego što ulazi na jedna vrata i u se istom trenutku pojavljuje na drugim vratima s druge strane pozornice kako bi uhvatio lopticu. Nova iluzija zadivi Angiera i Oliviju. Opsjednut time da nadmaši Bordena, Angier angažira dvojnika i ukrade Bordenov trik s manjom promjenom, nazvavši ga "Novi Premješteni čovjek". Dvojnik uživa u pljesku gomile dok Angier to može samo slušati ispod pozornice. Nesretan zbog toga što dvojnik na kraju pokupi svu slavu i opsjednut otkrivanjem tajne Bordenove verzije teleportacije, Angier pošalje Oliviju da ukrade Bordenove tajne. Iako Olivia donese Angieru Bordenov šifrirani dnevnik, zaljubi se u Bordena i prevari Angiera, otkrivši Bordenu u isti mah kako će sabotirati Angierov trik. Osim što ga je sabotirao, Borden sklanja klupko za doskok ispod pozornice obogaljivši tako Angierovu lijevu nogu. Kako bi uzvratili udarac, Angier i Cutter otmu Fallona i živa ga zakopaju u lijesu. Otkrivaju Bordenu lokaciju nakon što su od njega dobili ključ za njegovu iluziju. Prije nego što je pošao otkopati Fallona dok još ima zraka, Borden daje Angieru jednu riječ, "TESLA" i sugerira da to nije samo ključ za šifrirani dnevnik (koji je Olivia donijela Angieru) nego i ključ iluzije.
Angier otuputuje u Colorado Springs kako bi upoznao Nikolu Teslu i saznao tajnu Bordenova trika. Tesla izrađuje stroj za teleportaciju koji podsjeća na magnetski transmiter, ali uređaj ne funkcionira. Angier iz Bordenova dnevnika shvati kako je prevaren. Osjetivši se prevaren, vrati se u Teslin laboratorij, ali otkrije da stroj stvara i teleportira duplikat bilo čega što se u njega stavi. Teslino rivalstvo s Thomasom Edisonom prisili Teslu da napusti Colorado Springs ubrzo nakon toga, ali ostavlja Angieru poboljšanu verziju stroja. U pismu ga ipak upozorava da ga uništi.
Sarina veza s Bordenom uzima svoj danak jer ona počne piti. Bordenova teška narav i sumnja u izvanbračnu vezu između njega i Olivije navedu Saru da se objesi. Angier se vraća u London kako bi izveo konačnih 100 izvedbi svoje nove točke, "Novi Premješteni čovjek". Inzistira da Cutter tijekom ovih izvedbi ostane ispred pozornice te da samo slijepi pomoćnici rade iza kulisa. U novoj iluziji, Angier nestaje u snažnom električnom bljesku i istog se trenutka pojavljuje 50 metara od pozornice na balkonu. Borden se zbuni, ali primijeti otvor u pozornici. Nakon predstave jedne noći, Fallon počne pratiti Angierove pomoćnike. Oni premještaju veliki skriveni vodeni spremnik preko cijelog grada u napuštenu zgradu. Borden ponovno ode na Angierovu točku. Probije se iza pozornice i ugleda zaključani vodeni rezervoar s Angierom koji se utapa unutra. Borden ga pokuša spasiti, ali Angier se uguši. 
Cutter uhvati Bordena kojeg osuđuju za ubojstvo i pošalju ga na vješanje. Jess će postati državno siroče ako Borden ne otkrije tajnu svoje iluzije izvjesnom lordu Caldlowu. Prisiljen je otkriti tajnu, ali odbije otkriti sve ako prije svog smaknuća ne vidi Jess. Kad ga lord Caldlow posjeti s Jess, Borden shvaća da je on Angier. Poražen, Borden mu dadne bilješke u kojima se nalazi zapisana tajna originalnog Premještenog čovjeka, ali Angier ih podere i baci bez da ih je vidio. I Cutter upoznaje lorda i shvati da je on Angier. Cutter shvati okrutnost Angierove opsesije nakon što ugleda kako je posvojio Jess. Cutter se razbjesni na činjenicu da je on indirektno namjestio Bordenu kojeg kasnije objese.
Cutter se pridružuje Angieru u napuštenoj zgradi gdje su pohranjeni vodeni rezervoari i pomaže mu da pohrani stroj za teleportaciju. Cutter odlazi s gnušanjem, a stiže Borden koji upuca Angiera. Borden otkriva da su on i "Fallon" bili blizanci koji su živjeli kao individualci, mijenjajući živote po potrebi: jedan je blizanac volio Saru, a drugi Oliviju. Za originalni trik, blizanci su se pojavljivali u paru. Bili su tako predani iluziji da su amputirali dva prsta drugog blizanca kako bi bio jednak bratu; pretrpjeli su i gubitak Sarah zbog posvećenosti iluziji. Slično tome, flashbackovi otkrivaju Angierovu metodu: svaki put kad bi nestao tijekom svoje iluzije, pao bi u zaključani spremnik i utopio se, a stroj bi stvorio dvojnika koji bi se pojavio na balkonu i pokupio pljesak. U svakom se rezervoaru nalazi utopljeni duplikat Angiera, za svaki put kad bi izveo trik. Prije odlaska, Borden se okreće prema spremnicima i ostavlja mrtvog Angiera dok vatra počinje zahvaćati zgradu. Jess se vraća Bordenu.

## Glumci i likovi
- Hugh Jackman kao Robert Angier, imućni mađioničar i rođeni šoumen. Nakon što je pročitao scenarij, Jackman je izrazio zanimanje za ulogu Roberta Angiera. Christopher Nolan je otkrio kako je Jackmana zainteresirao scenarij, i nakon što se sastao s njim, vidio je da Jackman posjeduje kvalitete šoumena kakvog je tražio za ulogu Angiera. Nolan je objasnio da Angier ima "iznimno shvaćanje interakcije između izvođača i publike", kvalitetu za koju je vjerovao da je ima i Jackman. Nolan je rekao da "(Jackman) ima veliku dubinu kao glumac koja zapravo nikad nije bila istražena. Ljudi nisu imali šansu vidjeti što on može ostvariti kao glumac, a ovo je lik koji će mu to omogućiti."[1] Jackman je temeljio svoj portret Angiera na američkom magičaru iz pedesetih Channingu Pollocku.[2]

- Christian Bale kao Alfred Borden, radnički mađioničar koji uistinu razumije magiju. Christian Bale izrazio je želju da odigra Alfreda Bordena, a angažiran je nakon Jackmana. Iako je Nolan prije toga Balea angažirao za ulogu Batmana u filmu Batman: Početak, nije ga imao u vidu za ulogu Bordena sve dok ga Bale nije kontaktirao zbog scenarija. Nolan je rekao kako je Bale bio "savršen izbor" za ulogu Bordena te da bi bilo "nezamislivo" da je itko drugi odigra.[1] Nolan je opisao Balea kao "savršenog za suradnju", koji "uzima ono što radi vrlo, vrlo ozbiljno".[3] Redatelj je predložio da glumci ne čitaju knjigu, ali je Bale ignorirao njegov savjet.[4]

- Michael Caine kao John Cutter, kazališni inženjer koji radi za Angiera. Caine je prethodno surađivao s Baleom i Nolanom u Batman: Početak gdje je glumio Alfreda Pennywortha, batlera obitelji Wayne. Nolan je rekao da iako se mislilo kako je lik Cuttera napisan za Cainea, to nije bilo tako. Nolan je naglasio da je lik "napisan prije nego što sam se sastao s njim."[1] Caine opisuje Cuttera kao "učitelja, oca i vodiča Angieru". Rekao je kako je, dok je pokušavao osmisliti lik Cuttera, izmijenio glas i držanje. Nolan je kasnije rekao da "lik Michaela Cainea uistinu postaje srce filma. On ima sjajnu toplinu i emocije koji vas uvuku u priču i prepuštaju da gledate na ove likove bez da ih strogo osuđujete."[5]

- Rebecca Hall kao Sarah Borden, Bordenova žena. Hall se preselila iz Sjevernog Londona u Los Angeles kako bi mogla snimiti film, što je ironično jer se film odvija u Sjevernom Londonu.

- Scarlett Johansson kao Olivia Wenscombe, Angierova asistentica i Bordenova ljubavnica. Nolan je rekao kako je "žarko želio da (Johansson) odigra ulogu Olivije", a kad se sastala s njim kako bi razgovarali o tome, "njoj se lik svidio".[1] Johansson je hvalila Nolanove redateljske metode, rekavši kako je "uživala raditi s njim", te da je bila "nevjerojatno fokusirana i uvučena u priču i izvedbu u svakom aspektu."[6]

- David Bowie kao Nikola Tesla, stvarni izumitelj koji osmišljava stroj za Angiera. Za ulogu Nikole Tesle, Nolan je htio nekog tko nije prvenstveno filmska zvijezda nego "iznimno karizmatičan". Rekao je da je "David Bowie bio jedini izbor kojeg sam imao u glavi za ulogu Tesle jer je njegova funkcija u priči jako mala, ali vrlo bitna".[1] Nolan je kontaktirao Bowieja koji ga je prvotno odbio. Kao dugogodišnji obožavatelj glazbe, Nolan je odletio u New York kako bi Bowieja nagovorio u četiri oka, rekavši mu da nitko drugi ne bi mogao odigrati tu ulogu;[7] Bowie je prihvatio nakon nekoliko minuta.[1]

- Piper Perabo kao Julia McCullough, Angierova žena.

- Andy Serkis kao G. Alley, Teslin pomoćnik. Serkis je rekao kako je igrao svoju ulogu u uvjerenju da je bio "nekadašnji korporacijski čovjek koji uzbudio upoznavši tog individualca, Teslu, pa je skočio na brod i otišao za njim". Serkis je opisao svoj lik kao "vratara", "varalicu" i "odraz u zrcalu lika Michaela Cainea". Serkis, veliki Bowiejev obožavatelj, rekao je uživao radeći s njim, opisavši ga kao "vrlo skromnog, vrlo realnog... vrlo simpatičnog i duhovitog."[8]

- Ricky Jay kao Milton Magičar, stariji mađioničar za kojeg su radili Borden i Angier na početku priče. Jay i Michael Weber trenirali su Jackmana i Balea za njihove uloge s kratkim instrukcijama o raznim kazališnim iluzijama. Mađioničari su glumcima dali ograničene informacije, dopustivši im da znaju tek toliko koliko je potrebno za odigrati scenu.[4]

## Produkcija
Producent Juliana Jarrolda i Sama Mendesa kontaktirao je Christophera Priesta zbog adaptacije njegovog romana Prestiž. Priest je bio impresioniran Nolanovim filmovima Following i Memento, a kasnije je producentica Valerie Dean Christopheru Nolanu skrenula pozornost na knjigu. U listopadu 2000., Nolan je putovao u Veliku Britaniju zbog promocije Mementa jer je Newmarket Films imao problema s pronalaženjem distributera. Dok je bio u Londonu, Nolan je pročitao Priestovu knjigu i podijelio priču s bratom Jonathanom. Razvojni proces Prestiža počeo je obrnuto od njihove posljednje suradnje: Jonathan Nolan je ponudio Christopheru priču za Memento tijekom jednog putovanja.
Godinu dana kasnije, prava na knjigu su postala dostupna pa ih je kupio Aaron Ryder iz Newmarket Films. Krajem 2001., Christopher Nolan je bio prezauzet postprodukcijom Nesanice te je zamolio brata da mu pomogne oko scenarija. Proces pisanja scenarija bila je duga suradnja između braće Nolan koja je potrajala oko pet godina. Nolanovi su scenarij oblikovali po uzoru na sami mađioničarski trik. Scenarij u tri čina na kraju je strukturiran oko tri elementa filmske iluzije: zavjeta, preokreta i prestiža. "Trebalo je mnogo vremena da se shvati kako postići filmsku verziju samih literarnih sredstava koji drže priču intrigantnom," rekao je Christopher Nolan za Variety.
Početkom 2003., Nolan je planirao snimiti film prije nego što je ubrzana produkcija filma Batman: Početak. Nakon premijere Batmana, Nolan je opet započeo projekt, pregovarajući s Jackmanom i Baleom u listopadu 2005. Dok su se scenariji još pisali, scenograf Nathan Crowley počeo je dizajnirati setove u Nolanovoj garaži. Jonathan i Christopher Nolan završili su konačni scenarij 13. siječnja 2006., a produkcija je počela tri dana poslije, 16. siječnja. Snimanje je završeno 9. travnja.
Crowley i njegova ekipa pretražili su po Los Angelesu gotovo 70 lokacija koje bi odražavale izgled Londona s prijelaza stoljeća. Pod utjecajem "viktorijanske modernističke estetike", Crowley je odabrao četiri lokacije u kazališnom dijelu centra Los Angelesa za kazališne scene: Los Angeles Theatre, Palace Theatre, Los Angeles Belasco i Tower Theatre. Crowley je usto dio Universalova studija pretvorio u viktorijanski London. Nolan je izgradio samo jedan set za film, prostor ispod pozornice koji služi za izvođenje većih iluzija. Za ostale scene je koristio razne lokacije u Los Angelesu i hangare u filmskom studiju. U suprotnosti s mnogim povijesnim filmovima, Nolan je održavao brzi ritam produkcije koristeći se ručnim kamerama te nije koristio umjetna osvjetljenja uzdajući se u prirodnu svjetlost na lokacijama.
Montaža, glazba i miksanje završeno je 22. rujna 2006. Pjesma "Analyse" frontmena Radioheada Thoma Yorka svirala je preko odjavne špice.

## Teme
Rivalstvo između Bordena i Angiera dominira filmom. Opsesija, tajnost i žrtva podgrijavaju sukob. Angierova opsesija da nadmaši Bordena stoji ga Cutterova prijateljstva, dok Bordenova opsesija čuvanjem tajne o svom bratu blizancu dovodi Saru do toga da preispita njihovu vezu, što na kraju rezultira njenim samoubojstvom; na kraju, Angier i Borden gube Olivijinu ljubav zbog svojih opsesija. Njihova borba prikazana je i kroz prizmu klasnog sukoba: Borden kao Profesor, mađioničar iz radničke klase koji se ne boji uprljati ruke, protiv Angiera ili Velikog Dantona, otmjenog šoumena čiji naglasak ostavlja dojam da je Amerikanac. Filmski kritičar Matt Brunson objašnjava kompleksnu temu dvoboja primjerom Angiera i Bordena, naglašavajući da je film podijeljen na dvoboj dobrih i zlih likova.
Angierova krađa Bordenova teleportacijskog trika u filmu podsjeća na mnoge stvarne primjere ukradenih trikova među mađioničarima. Takvo je rivalstvo bilo i između mađioničara Johna Nevila Maskelynea i Harryja Kellara i njihove svađe oko iluzije lebdenja.
No, ova borba na život i smrt nije ograničena samo na opsjenarstvo: inženjerski "čarobnjaci" Nikola Tesla i Thomas Edison upustili su se u sukob oko električne struje, što se u filmu prikazuje kao paralelna priča uz onu dominantnu, rivalstvo Angiera i Bordena.
Dan Shewman iz Creative Screenwritinga kaže da film pita koliko je pojedinac daleko spreman ići da se posveti umjetnosti. Lik Chung Ling Sooa, prema Shewmanu, metafora je za ovu temu. Filmski kritičar Alex Manugian referira se na ovu temu kao "značenje posvećenosti." Na primjer, Soo glumi da je spor i nemoćan kako bi odvratio pozornost publike od njegove fizičke snage koja je potrebna da se izvede trik s akvarijem, ali cijena ove iluzije je žrtva individualnosti: Soova prava pojava i sloboda da djeluje prirodno je svjesno potisnuta njegovom neprekidnom posvećenosti umjetnosti magije. 
Za Manugiana središnja je tema "opsesija", ali isto tako naglašava sporedne teme "prirode prijevare" i "znanosti kao magije". Manugian kritizira Nolanove zbog pokušaja da se "u priču uokviri previše tema."

## Glazba
Engleski glazbenik i skladatelj filmske glazbe David Julyan skladao je glazbu za Prestiž. Julyan je prije toga surađivao s redateljem Christopherom Nolanom na Mementu i Nesanici. Kao i film, soundtrack je podijeljen na tri dijela: Pledge (Zavjet), Turn (Preokret) i Prestige (Prestiž).
Christian Clemmensen s Filmtracksa savjetovao je soundtrack onima koji su "upoznati s atmosferičnim stilovima Davida Julyana", ali je dodao kako ona nije za one koji su očekivali "sličnost u duhu ili čaroliji glazbe koja bi odgovarala priči filma". Clemmensen je rekao kako je glazba slična prethodnim Julyanovim djelima te ne samo da je jedno od većih razočaranja 2006., nego i cijele njegove karijere. Christopher Coleman s Tracksoundsa rekao je kako je glazbu zasjenio sami film te da je u nekim trenucima "prošla potpuno nezapaženo". Jonathan Jarry sa SoundtrackNeta je smatrao glazba "funkcionira osrednje", "stvara potrebnu atmosferu, ali ne preuzima glavnu ulogu".

## Kritike
Touchstone je odlučio prebaciti premijeru filma tjedan dana unaprijed, s 27. listopada na 20. listopada 2006. Film je u američkim kinima prvi vikend zaradio 14,801,808 dolara, debitiravši na prvom mjestu. Ukupna zarada u domovini iznosila je 53 milijuna dolara te ukupno 109 milijuna u ostatku svijeta. Film je bio nominiran za Oscar za najbolju scenografiju i najbolju fotografiju.
Prestiž je uglavnom dobio pozitivne recenzije od filmskih kritičara, s ukupnom ocjenom kako je to priča puna preokreta koja izaziva gledatelja od početka do kraja. Claudia Puig iz USA Today opisala je film kao "jedan od najinovativnijih, najneizvjesnijih art filmova proteklog desetljeća." Drew McWeeny napisao je vrlo pozitivnu recenziju rekavši kako film zahtijeva ponovno gledanje, a Peter Travers iz Rolling Stonea se složio s takvim mišljenjem. Richard Roeper i gostujući kritičar A.O Scott dali su filmu ocjenu "dva palca gore". Kritičar CNN.com-a i Village Voicea Tom Charity naveo je Prestiž na popisu najboljih filmova 2006. po njegovu izboru. Philip French iz Observera je pohvalio film, usporedivši ga s rivalstvom između dvojice glavnih junaka Mozarta i Salierija u Amadeusu.
S druge strane, Dennis Harvey iz Varietyja je kritizirao film opisavši ga spojem dobrih štoseva, iako je napisao kako je glumačka postava dobro odigrala svoje slabo napisane uloge. Kirk Honeycutt iz Hollywood Reportera napisao je kako su likovi "nešto više od skica. Izbacite njihove opsesije i shvatit ćete da dvojica mađioničara imaju jako malo osobnosti." Bez obzira na to, obojica recenzenata su pohvalili Davida Bowieja u ulozi Tesle, kao i scenografiju i fotografiju. Kritičar AICN-a, poznat kao "Vincent Hanna" naglašava: "Dobar je i vrijedi ga pogledati... ali u isto vrijeme imate osjećaj kao da je ipak osrednje razočaranje". Emanuel Levy je rekao: "To hoće li gledatelji doživjeti Prestiž kao zamršen ili jednostavno nepotrebno kompliciran ovisi u velikoj mjeri o njihovoj volji da na dva sata zaborave na sumnjičavost." Filmu je dao ocjenu B.
Roger Ebert dao je filmu tri zvjezdice od četiri te je opisao otkrivenje na kraju kao "kardinalnu pogrešku" i "varku". Napisao je, "Zavjet Nolanova Prestiža je ta da će se film, kako je metaforički prepolovljen na dva dijela, vratiti u cjelinu; u tome ne uspijeva zbog varanja: primjerice, kao kad cijela žena prepiljena na pozornici nije ista."
R.J. Carter iz The Tradesa je napisao: "Volim dobru SF priču; samo mi recite unaprijed." Ocijenio je film s B-.
Howard Waldrop i Lawrence Person s Locus Onlinea nazvali su ga "sjajnim filmom". Person je naglasio kako je čak bolji od knjige. No, dok im je kolega kritičar s Locusa Gary Westfahl ocijenio film pozitivno, rekao je "roman je bio profinjen i kompleksan, dok je film nezgrapan i pojednostavljen." Pisac Christopher Priest rekao je kako je film gledao tri puta do 5. siječnja 2007., a reakcija mu je bila: "'Ti vrapca.' Mislio sam, 'Bože, sviđa mi se,' i 'Oh, da sam se toga dosjetio.'"

## Vanjske poveznice
- Službena stranica  Arhivirana inačica izvorne stranice od 12. siječnja 2007. (Wayback Machine)
- Prestiž u internetskoj bazi filmova IMDb-a
- Prestiž na Rotten Tomatoes
- Stranica pisca Christophera Priesta  Arhivirana inačica izvorne stranice od 17. rujna 2008. (Wayback Machine)